# Echeandia
Echeandia es un género con 92 especies de plantas suculentas de la familia Agavaceae. 

## Descripción
Son hierbas cormosas, generalmente caulescentes. Hojas basales y/o alternas, planas, las bases rodeadas por las bases fibrosas de hojas viejas. Inflorescencia terminal, racemosa o paniculada, con varias flores en cada nudo, flores actinomorfas; tépalos 6 en 2 verticilos de 3, libres, todos semejantes, 3-nervios; estambres 6, hipóginos, filamentos lineares a claviformes, lisos o escamosos, anteras libres o connadas, simétrica o asimétricamente dorsifijas, introrsas, longitudinal o apicalmente dehiscentes; ovario súpero, 3-locular, placentación axial, óvulos numerosos en cada lóculo, estilo solitario, terminal, estigma trilobado. Fruto una cápsula loculicida.

## Taxonomía
El género fue descrito por Casimiro Gómez Ortega  y publicado en Novarum, aut Rariorum Plantarum Horti Reg. Botan. Matrit. Descriptionum Decades 135. 1800.
Etimología
Echeandia: nombre genérico otorgado en honor del botánico español Pedro Gregorio Echeandía y Jiménez (1746–1817).

## Especies  seleccionadas
- Echeandia aequatoris Ravenna
- Echeandia albiflora M.Martens & Galeotti
- Echeandia altipratensis Cruden
- Echeandia atoyacana Cruden[4]